# Сволу, Мария
Мария Сволу (греч. Μαρία Σβώλου, урождённая Десипри, Δεσύπρη, 1892, Афины — 3 июня 1976) — греческая женщина-политик и феминистка. Член Единой демократической левой партии (ΕΔΑ). Депутат парламента Греции от Афин в 1958—1963 гг. Супруга политика Александроса Сволоса.

## Биография
Родилась около 1892 года в Афинах (или Пирее). Была одной из пяти дочерей (Ница, Νίτσα родилась в 1903 году в Ларисе). Отец — Георгиос Десиприс (Γεώργιος Δεσύπρης, 1851—1913), уроженец острова Тинос, мать — София Эммануил (Σοφία Εμμανουήλ) из Пирея. Семья прожила в Пирее, где Георгиос Десиприс был бухгалтером отделения Национального банка Греции, затем в августе 1898 года переехала в Ларису, где Георгиос Десиприс назначен директором отделения Национального банка Греции в Ларисе.
Окончила частную женскую школу Арсакион в 1907 году в Ларисе.
Бала первой женщиной-трудовым инспектором Министерства национальной экономики и сыграла большую роль в освещении ужасных условий труда работниц. В межвоенный период одна из руководительниц женского движения. Одна из основательниц и секретарь, созданной в 1920 году по инициативе Авры Теодоропулу Греческой лиги за права женщин (Σύνδεσμος για τα Δικαιώματα της Γυναίκας, Σ.Δ.Γ.). В 1925 году по её инициативе основана вечерняя рабочая женская школа (Εσπερινής Σχολής Γυναικών Υπαλλήλων), которая работала до 1965 года. Мария Сволу добилась разрешения контролирующих министерств, нашла помещение, в первые годы тратила много времени и сил на поиск финансирования и наём преподавателей. В 1932 году по проекту Никоса Бизакиса построено здание на улице Колетти в районе Экзархия, которое школа занимала с 1933 года. Во время оккупации Греции странами «оси» в 1940—1945 гг. школа была выселена, здание заняли немцы. После войны школа вернулась в здание до 1961 года. В настоящее время — 35-я муниципальная начальная школа Афин (35ο Δημοτικό Σχολείο Αθηνών). Основала в 1928 году школу игрушки и декоративного искусства, известную как «Школа Папастратоса» (ныне — 1-й профессиональный лицей Имитоса, 1ο Επαγγελματικό Λύκειο Υμηττού). Мария Сволу ушла из Греческой лиги за права женщин в 1932 году.
Во время оккупации была членом Национально-освободительного фронта Греции (ΕΑΜ) и членом редакции подпольной газеты Νέα Γενιά, центрального печатного органа Единой всегреческой организации молодёжи (ΕΠΟΝ). На выборах в апреле 1944 года избрана депутатом Национального совета — высшего законодательного органа. Избиралась депутатом парламента в 11 мая 1958 года и 29 октября 1961 года от Единой демократической левой партии во втором избирательном округе Афин.
В 1964 году участвовала в создании Всегреческого женского союза (Πανελλαδική Ένωση Γυναικών, ΠΕΓ).
В 1922 году вышла замуж за социалистического политика и государственного деятеля Александра Сволоса (1892—1956).
В 1922 году в Афинах издана её книга «Женщина и социальное обеспечение» (Η γυναίκα και η κοινωνική πρόνοια).
Умерла 3 июня 1976 года. Похоронена на следующий день на Первом афинском кладбище.